# Esqui cross-country nos Jogos Olímpicos de Inverno de 2022 - Velocidade individual feminino
A prova de velocidade individual feminino do esqui cross-country nos Jogos Olímpicos de Inverno de 2022 foi disputada no dia 8 de fevereiro no Centro Nórdico Kuyangshu e Centro de Biatlo, em Zhangjiakou.

## Medalhistas
| Ouro   | SWE Jonna Sundling |
| Prata  | SWE Maja Dahlqvist |
| Bronze | USA Jessie Diggins |

## Resultados
Q — classificado para a próxima fase
LL — lucky loser (melhor classificado por tempo)
PF — vencedor definido por photo finish

### Qualificatório
| Pos. | Bib | Atleta                  | País                     | Tempo       | Diferença   | Notas |
| ---- | --- | ----------------------- | ------------------------ | ----------- | ----------- | ----- |
| 2    | 6   | Rosie Brennan           | USA Estados Unidos       | 3:14.83     | +5.80       | Q     |
| 3    | 20  | Nadine Fähndrich        | SUI Suíça                | 3:15.65     | +6.62       | Q     |
| 4    | 40  | Yuliya Stupak           | ROC                      | 3:17.01     | +7.98       | Q     |
| 5    | 18  | Jessie Diggins          | USA Estados Unidos       | 3:17.72     | +8.69       | Q     |
| 6    | 4   | Maja Dahlqvist          | SWE Suécia               | 3:18.05     | +9.02       | Q     |
| 7    | 16  | Tiril Udnes Weng        | NOR Noruega              | 3:18.17     | +9.14       | Q     |
| 8    | 41  | Sofie Krehl             | GER Alemanha             | 3:18.93     | +9.90       | Q     |
| 9    | 10  | Anna Dyvik              | SWE Suécia               | 3:19.15     | +10.12      | Q     |
| 10   | 39  | Victoria Carl           | GER Alemanha             | 3:19.89     | +10.86      | Q     |
| 11   | 2   | Emma Ribom              | SWE Suécia               | 3:19.99     | +10.96      | Q     |
| 12   | 51  | Veronika Stepanova      | ROC                      | 3:20.41     | +11.38      | Q     |
| 13   | 29  | Jasmin Kähärä           | FIN Finlândia            | 3:20.43     | +11.40      | Q     |
| 14   | 30  | Julia Kern              | USA Estados Unidos       | 3:20.69     | +11.66      | Q     |
| 15   | 46  | Kateřina Janatová       | CZE República Checa      | 3:20.80     | +11.77      | Q     |
| 16   | 14  | Maiken Caspersen Falla  | NOR Noruega              | 3:20.86     | +11.83      | Q     |
| 17   | 33  | Alina Meier             | SUI Suíça                | 3:20.88     | +11.85      | Q     |
| 18   | 36  | Jasmi Joensuu           | FIN Finlândia            | 3:21.05     | +12.02      | Q     |
| 19   | 22  | Mathilde Myhrvold       | NOR Noruega              | 3:21.24     | +12.21      | Q     |
| 20   | 12  | Natalya Nepryayeva      | ROC                      | 3:21.76     | +12.73      | Q     |
| 21   | 25  | Pia Fink                | GER Alemanha             | 3:22.09     | +13.06      | Q     |
| 22   | 43  | Tereza Beranová         | CZE República Checa      | 3:22.20     | +13.17      | Q     |
| 23   | 32  | Lotta Udnes Weng        | NOR Noruega              | 3:22.26     | +13.23      | Q     |
| 24   | 44  | Katri Lylynperä         | FIN Finlândia            | 3:22.62     | +13.59      | Q     |
| 25   | 26  | Greta Laurent           | ITA Itália               | 3:22.84     | +13.81      | Q     |
| 26   | 24  | Anamarija Lampič        | SLO Eslovênia            | 3:22.93     | +13.90      | Q     |
| 27   | 34  | Laurien van der Graaff  | SUI Suíça                | 3:23.03     | +14.00      | Q     |
| 28   | 11  | Dahria Beatty           | CAN Canadá               | 3:23.54     | +14.51      | Q     |
| 29   | 45  | Lucia Scardoni          | ITA Itália               | 3:23.61     | +14.58      | Q     |
| 30   | 37  | Caterina Ganz           | ITA Itália               | 3:24.13     | +15.10      | Q     |
| 31   | 42  | Léna Quintin            | FRA França               | 3:24.19     | +15.16      |       |
| 32   | 31  | Patrīcija Eiduka        | LAT Letônia              | 3:24.32     | +15.29      |       |
| 33   | 21  | Petra Hynčicová         | CZE República Checa      | 3:24.51     | +15.48      |       |
| 34   | 27  | Lisa Unterweger         | AUT Áustria              | 3:24.83     | +15.80      |       |
| 35   | 50  | Cendrine Browne         | CAN Canadá               | 3:24.85     | +15.82      |       |
| 36   | 9   | Ma Qinghua              | CHN China                | 3:25.05     | +16.02      |       |
| 37   | 38  | Coletta Rydzek          | GER Alemanha             | 3:25.09     | +16.06      |       |
| 38   | 13  | Chi Chunxue             | CHN China                | 3:25.31     | +16.28      |       |
| 39   | 1   | Izabela Marcisz         | POL Polônia              | 3:25.62     | +16.59      |       |
| 40   | 68  | Olivia Bouffard-Nesbitt | CAN Canadá               | 3:25.92     | +16.89      |       |
| 41   | 48  | Mariel Merlii Pulles    | EST Estônia              | 3:27.71     | +18.68      |       |
| 42   | 17  | Monika Skinder          | POL Polônia              | 3:27.93     | +18.90      |       |
| 43   | 19  | Hannah Halvorsen        | USA Estados Unidos       | 3:29.13     | +20.10      |       |
| 44   | 15  | Zuzana Holíková         | CZE República Checa      | 3:29.63     | +20.60      |       |
| 45   | 35  | Hristina Matsokina      | ROC                      | 3:29.64     | +20.61      |       |
| 46   | 28  | Eva Urevc               | SLO Eslovênia            | 3:30.43     | +21.40      |       |
| 47   | 47  | Cristina Pittin         | ITA Itália               | 3:30.64     | +21.61      |       |
| 48   | 52  | Kaidy Kaasiku           | EST Estônia              | 3:31.54     | +22.51      |       |
| 49   | 49  | Anja Weber              | SUI Suíça                | 3:31.60     | +22.57      |       |
| 50   | 3   | Weronika Kaleta         | POL Polônia              | 3:32.28     | +23.25      |       |
| 51   | 64  | Nadezhda Stepashkina    | KAZ Cazaquistão          | 3:32.56     | +23.53      |       |
| 52   | 66  | Jessica Yeaton          | AUS Austrália            | 3:32.85     | +23.82      |       |
| 53   | 54  | Vedrana Malec           | CRO Croácia              | 3:33.12     | +24.09      |       |
| 54   | 67  | Maryna Antsybor         | UKR Ucrânia              | 3:33.80     | +24.77      |       |
| 55   | 53  | Anita Klemenčič         | SLO Eslovênia            | 3:34.12     | +25.09      |       |
| 56   | 23  | Dinigeer Yilamujiang    | CHN China                | 3:34.55     | +25.52      |       |
| 57   | 65  | Barbora Klementová      | SVK Eslováquia           | 3:34.87     | +25.84      |       |
| 58   | 61  | Laura Leclair           | CAN Canadá               | 3:35.31     | +26.28      |       |
| 59   | 57  | Anja Mandeljc           | SLO Eslovênia            | 3:35.90     | +26.87      |       |
| 60   | 62  | Angelina Shuryga        | KAZ Cazaquistão          | 3:35.93     | +26.90      |       |
| 61   | 70  | Karen Chanloung         | THA Tailândia            | 3:36.00     | +26.97      |       |
| 62   | 55  | Keidy Kaasiku           | EST Estônia              | 3:36.82     | +27.79      |       |
| 63   | 5   | Alena Procházková       | SVK Eslováquia           | 3:36.84     | +27.81      |       |
| 64   | 59  | Aveli Uustalu           | EST Estônia              | 3:37.10     | +28.07      |       |
| 65   | 60  | Casey Wright            | AUS Austrália            | 3:39.22     | +30.19      |       |
| 66   | 7   | Jialin Bayani           | CHN China                | 3:39.27     | +30.24      |       |
| 67   | 56  | Kseniya Shalygina       | KAZ Cazaquistão          | 3:41.55     | +32.52      |       |
| 68   | 58  | Irina Bykova            | KAZ Cazaquistão          | 3:42.70     | +33.67      |       |
| 69   | 69  | Viktoriya Olekh         | UKR Ucrânia              | 3:42.78     | +33.75      |       |
| 70   | 63  | Valiantsina Kaminskaya  | UKR Ucrânia              | 3:44.10     | +35.07      |       |
| 71   | 72  | Tena Hadžić             | CRO Croácia              | 3:45.60     | +36.57      |       |
| 72   | 73  | Kristína Sivoková       | SVK Eslováquia           | 3:46.25     | +37.22      |       |
| 73   | 75  | Samanta Krampe          | LAT Letônia              | 3:46.66     | +37.63      |       |
| 74   | 71  | Kristrún Guðnadóttir    | ISL Islândia             | 3:49.59     | +40.56      |       |
| 75   | 79  | Han Da-som              | KOR Coreia do Sul        | 3:51.34     | +42.31      |       |
| 76   | 74  | Kitija Auziņa           | LAT Letônia              | 3:51.60     | +42.57      |       |
| 77   | 81  | Lee Eui-jin             | KOR Coreia do Sul        | 3:52.05     | +43.02      |       |
| 78   | 77  | Tímea Lőrincz           | ROU Romênia              | 3:55.15     | +46.12      |       |
| 79   | 84  | Ariunsanaagiin Enkhtuul | MGL Mongólia             | 3:58.25     | +49.22      |       |
| 80   | 89  | Katya Galstyan          | ARM Armênia              | 4:00.48     | +51.45      |       |
| 81   | 85  | Estere Volfa            | LAT Letônia              | 4:03.36     | +54.33      |       |
| 82   | 78  | Eglė Savickaitė         | LTU Lituânia             | 4:03.60     | +54.57      |       |
| 83   | 76  | Nahiara Díaz            | ARG Argentina            | 4:05.46     | +56.43      |       |
| 84   | 87  | Jaqueline Mourão        | BRA Brasil               | 4:05.60     | +56.57      |       |
| 85   | 80  | Ayşenur Duman           | TUR Turquia              | 4:08.47     | +59.44      |       |
| 86   | 86  | Ieva Dainytė            | LTU Lituânia             | 4:10.99     | +1:01.96    |       |
| 87   | 88  | Nefeli Tita             | GRE Grécia               | 4:14.48     | +1:05.45    |       |
| 88   | 90  | Eduarda Ribera          | BRA Brasil               | 4:14.53     | +1:05.50    |       |
| 89   | 83  | Maria Ntanou            | GRE Grécia               | 4:19.66     | +1:10.63    |       |
| 90   | 91  | Sanja Kusmuk            | BIH Bósnia e Herzegovina | 4:27.99     | +1:18.96    |       |
| 91   | 82  | Lee Chae-won            | KOR Coreia do Sul        | Não iniciou | Não iniciou |       |

### Quartas de final
Quartas de final 1
| Pos. | Semente | Atleta           | País               | Tempo   | Diferença | Notas |
| ---- | ------- | ---------------- | ------------------ | ------- | --------- | ----- |
| 1    | 1       | Jonna Sundling   | SWE Suécia         | 3:15.48 |           | Q     |
| 2    | 2       | Rosie Brennan    | USA Estados Unidos | 3:17.90 | +2.42     | Q     |
| 3    | 26      | Anamarija Lampič | SLO Eslovênia      | 3:18.60 | +3.12     | LL    |
| 4    | 4       | Yuliya Stupak    | ROC                | 3:18.65 | +3.17     |       |
| 5    | 28      | Dahria Beatty    | CAN Canadá         | 3:18.73 | +3.25     |       |
| 6    | 30      | Caterina Ganz    | ITA Itália         | 3:24.04 | +8.56     |       |

Quartas de final 2
| Pos. | Semente | Atleta                 | País                | Tempo   | Diferença | Notas |
| ---- | ------- | ---------------------- | ------------------- | ------- | --------- | ----- |
| 1    | 6       | Maja Dahlqvist         | SWE Suécia          | 3:21.03 |           | Q     |
| 2    | 7       | Tiril Udnes Weng       | NOR Noruega         | 3:21.31 | +0.28     | Q     |
| 3    | 20      | Natalya Nepryayeva     | ROC                 | 3:21.34 | +0.31     |       |
| 4    | 22      | Tereza Beranová        | CZE República Checa | 3:22.59 | +1.56     |       |
| 5    | 27      | Laurien van der Graaff | SUI Suíça           | 3:24.32 | +3.29     |       |
| 6    | 25      | Greta Laurent          | ITA Itália          | 3:26.96 | +5.93     |       |

Quartas de final 3
| Pos. | Semente | Atleta                 | País          | Tempo   | Diferença | Notas |
| ---- | ------- | ---------------------- | ------------- | ------- | --------- | ----- |
| 1    | 3       | Nadine Fähndrich       | SUI Suíça     | 3:16.51 |           | Q     |
| 2    | 16      | Maiken Caspersen Falla | NOR Noruega   | 3:16.88 | +0.37     | Q     |
| 3    | 10      | Victoria Carl          | GER Alemanha  | 3:18.26 | +1.75     | LL    |
| 4    | 9       | Anna Dyvik             | SWE Suécia    | 3:19.00 | +2.49     |       |
| 5    | 24      | Katri Lylynperä        | FIN Finlândia | 3:24.29 | +7.78     |       |
| 6    | 29      | Lucia Scardoni         | ITA Itália    | 3:27.07 | +10.56    |       |

Quartas de final 4
| Pos. | Semente | Atleta            | País                | Tempo   | Diferença | Notas |
| ---- | ------- | ----------------- | ------------------- | ------- | --------- | ----- |
| 1    | 5       | Jessie Diggins    | USA Estados Unidos  | 3:16.30 |           | Q     |
| 2    | 11      | Emma Ribom        | SWE Suécia          | 3:18.44 | +2.14     | Q     |
| 3    | 21      | Pia Fink          | GER Alemanha        | 3:19.72 | +3.42     |       |
| 4    | 15      | Kateřina Janatová | CZE República Checa | 3:20.12 | +3.82     |       |
| 5    | 23      | Lotta Udnes Weng  | NOR Noruega         | 3:21.21 | +4.91     |       |
| 6    | 18      | Jasmi Joensuu     | FIN Finlândia       | 3:49.93 | +33.63    |       |

Quartas de final 5
| Pos. | Semente | Atleta             | País               | Tempo   | Diferença | Notas |
| ---- | ------- | ------------------ | ------------------ | ------- | --------- | ----- |
| 1    | 12      | Veronika Stepanova | ROC                | 3:18.09 |           | Q     |
| 2    | 8       | Sofie Krehl        | GER Alemanha       | 3:18.37 | +0.28     | Q     |
| 3    | 17      | Alina Meier        | SUI Suíça          | 3:21.12 | +3.03     |       |
| 4    | 14      | Julia Kern         | USA Estados Unidos | 3:21.68 | +3.59     |       |
| 5    | 19      | Mathilde Myhrvold  | NOR Noruega        | 3:24.62 | +6.53     |       |
| 6    | 13      | Jasmin Kähärä      | FIN Finlândia      | 3:30.52 | +12.43    |       |

### Semifinais
Semifinal 1
| Pos. | Semente | Atleta           | País               | Tempo   | Diferença | Notas |
| ---- | ------- | ---------------- | ------------------ | ------- | --------- | ----- |
| 1    | 1       | Jonna Sundling   | SWE Suécia         | 3:11.94 |           | Q     |
| 2    | 3       | Nadine Fähndrich | SUI Suíça          | 3:12.61 | +0.67     | Q     |
| 3    | 6       | Maja Dahlqvist   | SWE Suécia         | 3:12.94 | +1.00     | LL    |
| 4    | 2       | Rosie Brennan    | USA Estados Unidos | 3:13.29 | +1.35     | LL    |
| 5    | 7       | Tiril Udnes Weng | NOR Noruega        | 3:14.29 | +2.35     |       |
| 6    | 26      | Anamarija Lampič | SLO Eslovênia      | 3:19.26 | +7.32     |       |

Semifinal 2
| Pos. | Semente | Atleta                 | País               | Tempo   | Diferença | Notas |
| ---- | ------- | ---------------------- | ------------------ | ------- | --------- | ----- |
| 1    | 11      | Emma Ribom             | SWE Suécia         | 3:15.22 |           | Q     |
| 2    | 5       | Jessie Diggins         | USA Estados Unidos | 3:15.63 | +0.41     | Q     |
| 3    | 12      | Veronika Stepanova     | ROC                | 3:16.22 | +1.00     |       |
| 4    | 16      | Maiken Caspersen Falla | NOR Noruega        | 3:16.41 | +1.19     |       |
| 5    | 10      | Victoria Carl          | GER Alemanha       | 3:16.83 | +1.61     |       |
| 6    | 8       | Sofie Krehl            | GER Alemanha       | 3:21.32 | +6.10     |       |

### Final
| Pos. | Semente | Atleta           | País               | Tempo   | Diferença | Notas |
| ---- | ------- | ---------------- | ------------------ | ------- | --------- | ----- |
| 1    | 1       | Jonna Sundling   | SWE Suécia         | 3:09.68 |           |       |
| 2    | 6       | Maja Dahlqvist   | SWE Suécia         | 3:12.56 | +2.88     |       |
| 3    | 5       | Jessie Diggins   | USA Estados Unidos | 3:12.84 | +3.16     |       |
| 4    | 2       | Rosie Brennan    | USA Estados Unidos | 3:14.17 | +4.49     |       |
| 5    | 3       | Nadine Fähndrich | SUI Suíça          | 3:16.89 | +7.21     |       |
| 6    | 11      | Emma Ribom       | SWE Suécia         | 3:20.79 | +11.11    |       |

Legenda
| Recorde mundial      | Recorde mundial (World record)               |                       | Recorde africano                      | Recorde africano (African) |                                           | Q | Classificado por posição (Qualified) |
| Recorde olímpico     | Recorde olímpico (Olympic record)            | Recorde da América    | Recorde da América (Americas)         | q                          | Classificado por melhor tempo (Qualified) |   |                                      |
| Melhor marca do ano  | Melhor marca do ano (World leading)          | Recorde asiático      | Recorde asiático (Asian)              | DNS                        | Não largou (Did not start)                |   |                                      |
| Recorde nacional     | Recorde nacional (National record)           | Recorde europeu       | Recorde europeu (European)            | DNF                        | Não terminou (Did not finish)             |   |                                      |
| Recorde pessoal      | Recorde pessoal do atleta (Personal best)    | Recorde da Oceania    | Recorde da Oceania (Oceania)          | DSQ / DQ                   | Desclassificado (Disqualified)            |   |                                      |
| Recorde da temporada | Recorde da temporada do atleta (Season best) | Recorde sul-americano | Recorde sul-americano (South America) | NM                         | Sem marca (No mark)                       |   |                                      |